# Bezwodnik maleinowy
Bezwodnik maleinowy – organiczny związek chemiczny, bezwodnik kwasu maleinowego. W stanie czystym jest to bezbarwne lub białe ciało stałe.

## Otrzymywanie
Związek ten otrzymywany był pierwotnie poprzez utlenianie benzenu lub innych substancji aromatycznych. Obecnie używa się butanu:
2CH
3CH
2CH
2CH
3 + 7O
2 → 2C
2H
2(CO)
2O + 8H
2O

## Właściwości
Rozpuszczony w wodzie przechodzi w kwas maleinowy:
C
2H
2(CO)
2O + H
2O → HOOCCH=CHCOOH
Jest dobrym dienofilem w reakcji Dielsa-Aldera, a także kompleksuje jony metali.

## Bezwodniki kwasu butenodiowego
Kwas butenodiowy posiada dwa izomery geometryczne, cis (kwas maleinowy) i trans (kwas fumarowy). Z powodu kształtu tylko ten pierwszy może utworzyć cykliczny bezwodnik, tak więc bezwodnik maleinowy istnieje, a fumarowy nie istnieje.

Kwasy butenodiowe
kwas maleinowy
kwas fumarowy